# Donji Žabar
Donji Žabar (v srbské cyrilici Доњи Жабар) je město a sídlo opštiny v Republice srbské, v Bosně a Hercegovině. Nachází se v severní části země, v blízkosti Distriktu Brčko. Podle údajů ze sčítání lidu v roce 2013 mělo 1 297 obyvatel.
Známé bylo původně pod názvem Srprsko Orašje (Српско Орашје), který však byl rozhodnutím ÚS Bosny a Hercegoviny shledán neústavním.